# Guillem II de Besalú
 (août 2019).
Guillem II surnommé El Tro ou Le Tonnerre à cause de ses accès de colère était comte de Besalú et suzerain de la vicomté de Fenouillèdes, du Vallespir, du Peyrapertusès, du Berguedà et du Ripollès de 1052 à sa mort en 1066. Il co-règne en partie avec son frère Bernard III (II). Il est le fils aîné et successeur de Guillem Ier et d'Adélaïde.
Il meurt en 1066, peut-être assassiné par une faction de nobles menée par son frère Bernard II, avec l'appui du comte de Barcelone, qui lui succèdent ensuite successivement.

## Biographie
Au début de son règne, il est en guerre avec la maison rivale catalane du comte de Barcelone Raimond-Bérenger Ier, avec lequel il se dispute l'hégémonie sur la Catalogne et plus particulièrement à propos de droits sur des abbayes, l'influence sur les taïfas musulmanes, ou encore sur les fortifications de leurs territoires frontaliers. Après un premier accord non tenu signé en 1054 qui prévoyait le mariage de Guillem avec Lucie, sœur d'Almodis de la Marche et donc belle-sœur du comte de Barcelone, un accord définitif est trouvé en 1057,. Cet accord est plutôt une soumission de Guillem à Ramon Berenguer. Après cette date, le comte de Barcelone est considéré comme le seigneur (senior) des comtes de Besalú et n'a plus aucun rival dans la région.

## Mariage et descendants
D'après l'historiographie traditionnelle :
Marié à Stéphanie de Provence, fille de Jaufre Ier de Provence. De cette union naissent :
- Bernard III de Besalú (avant 1067-1111), dernier comte de Besalú ;
- Stéphanie de Besalú, mariée à Roger II de Foix.

Depuis 2014, l'hypothèse de Josep Maria Salrach prend désormais le pas sur l'ancienne : Guillem, peut-être marié à Lucie de la Marche en 1057, n'aurait pas eu de descendance et Bernard II et Bernard III sont une seule et même personne.